# 거인의 어깨
《거인의 어깨》는 2024년 7월 21일부터 12월 1일까지 TV조선에서 방영한 강연 프로그램이다.

## 방송 시간
| 방송 채널 | 방송 기간                   | 방송 시간                               | 방송 분량 |
| --------- | --------------------------- | --------------------------------------- | --------- |
| TV CHOSUN | 2024년 7월 21일             | 매주 일요일 밤 8시 50분 ~ 밤 9시 50분   | 1시간     |
| TV CHOSUN | 2024년 8월 4일 ~ 8월 11일   | 매주 일요일 밤 8시 50분 ~ 밤 9시 50분   | 1시간     |
| TV CHOSUN | 2024년 10월 20일            | 매주 일요일 밤 9시 50분 ~ 밤 10시 50분  | 1시간     |
| TV CHOSUN | 2024년 11월 3일 ~ 11월 17일 | 매주 일요일 밤 9시 50분 ~ 밤 10시 50분  | 1시간     |
| TV CHOSUN | 2024년 12월 1일             | 매주 일요일 밤 9시 50분 ~ 밤 10시 50분  | 1시간     |
| TV CHOSUN | 2024년 7월 28일             | 매주 일요일 밤 9시 10분 ~ 밤 10시 10분  | 1시간     |
| TV CHOSUN | 2024년 8월 18일 ~ 10월 13일 | 매주 일요일 밤 10시 30분 ~ 밤 11시 30분 | 1시간     |
| TV CHOSUN | 2024년 10월 27일            | 매주 일요일 밤 10시 40분 ~ 밤 11시 40분 | 1시간     |
| TV CHOSUN | 2024년 11월 24일            | 매주 일요일 밤 10시 50분 ~ 밤 11시 50분 | 1시간     |

## MC
- 장성규 (1회 ~ 20회)
- 남보라 (1회, 2회)
- 한승연 (3회 ~ 18회)

## 거인 강연자
- 1회 : 김문정
- 2회 : 이호
- 3회 : 김광준
- 4회 : 강형원
- 5회 : 이순재
- 6회 : 김용민
- 7회 : 강창희
- 8회 : 정유정
- 9회 : 김대진
- 10회 : 권일용
- 11회 : 서거원
- 12회 : 황해도
- 13회 : 신병주
- 14회 : 김영진
- 15회 : 이주호
- 16회 : 박준영
- 17회 : 김대수
- 18회 : 최열
- 19회 : 윤여순
- 20회 : 박재근